# Попович, Борис Николаевич
Бори́с Никола́евич Попо́вич (1896, Москва — 1943) — футболист Российской империи, игравший на позиции полузащитника.

## Карьера
Борис Попович в 1913—1916 годах выступал за один клуб — «Сокольнический кружок лыжников» из города Москва.
Единственный матч в составе сборной провёл 12 июля 1914 года против сборной Норвегии, игра завершилась со счётом 1:1.